# Sergi Gómez
Sergi Gómez Solà (Mataró, 28 juli 1992) is een Spaans voetballer die doorgaans als centrale verdediger speelt. Hij verruilde Celta de Vigo in juli 2018 voor Sevilla FC.

## Clubvoetbal
Gómez kwam in 2006 vanaf CE Mataró naar de jeugdopleiding van FC Barcelona, waar hij ging spelen voor het Cadete B-team. In het seizoen 2008/2009 werd Gómez met de Juvenil B, dat destijds werd getraind door Francisco Javier García Pimienta, kampioen van de regionale groep van de Liga Nacional Juvenil. In 2009 kwam hij bij de Juvenil A, het hoogste jeugdelftal van FC Barcelona, waarmee de verdediger in het seizoen 2009/2010 kampioen van de regionale groep van de División de Honor werd. Gómez debuteerde op 18 april 2010 voor FC Barcelona B in de wedstrijd tegen UE Lleida. Hij speelde vervolgens alle wedstrijden in de play-offs voor promotie naar de Segunda División A. Op 14 augustus 2010 maakte Gómez zijn officiële debuut in het eerste elftal van FC Barcelona, toen hij in de eerste wedstrijd op de Supercopa de España tegen Sevilla FC in de basis startte. Gómez won in het seizoen 2010/2011 met de Juvenil A de triplet: het regionale kampioenschap, de Copa de Campeones en de Copa del Rey Juvenil. In 2014 vertrok hij naar Celta de Vigo.

## Clubstatistieken
| Seizoen | Club           | Competitie                 | Wed. | Goals |
| ------- | -------------- | -------------------------- | ---- | ----- |
| 2009/10 | FC Barcelona B | Segunda División B Grupo 3 | 9    | 1     |
| 2010/11 | FC Barcelona B | Segunda División A         | 10   | 0     |
| 2011/12 | FC Barcelona B | Segunda División A         | 21   | 0     |
| 2012/13 | FC Barcelona B | Segunda División A         | 21   | 2     |
| 2013/14 | FC Barcelona B | Segunda División A         | 36   | 0     |
| 2014/15 | Celta de Vigo  | Primera División           | 22   | 0     |
| 2015/16 | Celta de Vigo  | Primera División           | 31   | 0     |
| 2016/17 | Celta de Vigo  | Primera División           | 25   | 0     |
| 2017/18 | Celta de Vigo  | Primera División           | 33   | 1     |
| 2018/19 | Sevilla FC     | Primera División           | 32   | 0     |

## Nationaal elftal
In oktober 2009 werd Gómez met het Spaans elftal derde op het WK –17. Hij was basisspeler tijdens dit toernooi. Gómez won met Spanje –19 het EK –19 van 2011.

## Erelijst
| Competitie                      |              |              |              |              |
| Competitie                      | Aantal       | Jaren        |              |              |
| FC Barcelona                    | FC Barcelona | FC Barcelona | FC Barcelona | FC Barcelona |
| ------------------------------- | ------------ | ------------ | ------------ | ------------ |
| Supercopa de España             | 1x           | 2010         |              |              |
| Sevilla FC                      |              |              |              |              |
| UEFA Europa League              | 1x           | 2019/20      |              |              |
| Spanje –19                      |              |              |              |              |
| Europees kampioenschap onder 19 | 1x           | 2011         |              |              |

1 Fernández ·
3 Pedrosa ·
4 Salas ·
6 Gudelj ·
7 Romero ·
8 Ortiz ·
9 Iheanacho ·
10 Suso ·
11 Lukebakio ·
12 Sambi Lokonga ·
13 Nyland ·
14 Peque ·
15 Montiel ·
16 Navas  ·
17 Ñíguez ·
18 Agoumé ·
19 Barco ·
20 Sow ·
21 Ejuke ·
22 Badé ·
23 Marcão ·
24 Nianzou ·
26 Sánchez ·
27 Idumbo Muzambo ·
31 Flores ·
32 Carmona ·
Coach: Pimienta
· Assistent-coach: García